# Stema Estoniei
Stema Estoniei este stema națională a statului Estonia. Ea conține o medalie aurie, înconjurată de o coroană de aceeași culoare. În medalion se află trei lei, de culoare albastră. Stema a fost inspirată din stema Danemarcei.